# Michel Rodde
Pour l’article homonyme, voir Michel Rodde (peintre).
Michel Rodde (né en 1953 à Paris) est un réalisateur franco-suisse.
Il a réalisé des films de fiction pour le cinéma, et plusieurs documentaires et reportages pour la Radio télévision suisse.

## Biographie
À l'âge de trois ans, à la suite du divorce de ses parents, il est recueilli par ses grands-parents qui l'élèvent avec son frère Jean-Jacques, à Neuchâtel, en Suisse. Il réalise ses premiers films avec des caméras 8 et super 8, grâce au magasin de photo tenu par sa grand-mère. Son grand-père, éditeur, Jean-Victor Attinger lui donne le goût de la littérature, de la nature par ses fréquents séjours à la montagne. Il gardera un fort attachement au Val d'Hérens (Valais) où, enfant, il adorait garder les vaches. Au gymnase (lycée) il fait une rencontre décisive avec le producteur Freddy Landry qui lui met le pied à l'étrier ainsi qu'à plusieurs autres élèves passionnés de cinéma. Il participe à l'élaboration du ciné-club, particulièrement à la programmation du cinéma fantastique dont il est un fervent adepte. En tant que sportif, il a chaussé les skis très tôt et a fait du hockey sur glace une dizaine d'années dans l'équipe junior élite de Young Sprinters puis dans l'équipe de l'Université. 
André Delvaux, célèbre cinéaste belge, vient rencontrer Michel Rodde pour l' émission "Le Mercredi des Jeunes" de la TSR, animée par Marie-Madeleine Brumagne afin de présenté son court-métrage Drift primé au festival de court-métrage de Hyères, présidé par Isabelle Huppert. À l'issue de cette émission, il décide de se rendre à Bruxelles, après avoir obtenu son baccalauréat en 1974 avec une mention accompagnée d'un message du cinéaste suisse Michel Soutter. Il est reçu aux examens de l'INSAS, mais André Delvaux et Maurice Ravard directeur lui conseillent la voie professionnelle. Il reçoit des mains de Lady Chaplin la bourse de la Vocation Bleustein-Blanchet (Suisse) l'année suivante. À partir de là, il va réaliser régulièrement des courts, moyens et longs-métrages. En 1981, il adapte la nouvelle de Julio Cortazàr Le Fil de la Vierge (Sweet Reading). Il rencontre l'auteur, et nait une amitié, interrompue par la mort de l'écrivain. La même année, il rencontre à Locarno Andrzej Zulawski dont le film Possession l'impressionne fortement. Ce choc artistique le pousse "à affronter certains de ses démons" et il réalise Les Ailes du Papillon. En 1988, il réalise un documentaire avec interviews du cinéaste et de l'actrice Sophie Marceau sur le tournage du film Mes nuits sont plus belles que vos jours. En 1991, ce sont deux autres cinéastes polonais, Kristof Kieslovski et Edward Zebrowski, qui le choisissent pour développer son propre scénario avec cinq autres candidats tout au long d'une année d'écriture. Il rejoint Zulawski  à Paris pour L'Amour braque dont il suit le tournage en tant qu'auditeur libre. Après la débâcle de La Princesse blanche, long-métrage inachevé dont il ne reste qu'un court-métrage de 26 minutes avec Nathalie Richard dans le rôle titre, il rencontre Florence Adam, productrice à Paris, et ils fondent ensemble Stalker Films. Florence Adam lui produit un film, qu'il écrit et réalise, L'Écume des Rêves, quasi muet, en noir et blanc, avec une caméra Bolex à ressort, sur une musique de Wassip Diop, voulant marquer une sorte de retour aux sources du cinéma. Avec Florence Adam, il retourne à Neuchâtel après la dissolution de Stalker Films. Ils vivent dans la maison de sa grand-mère où Florence installe son bureau, ce qui leur permet de s'occuper d'elle tout en travaillant .Il présente Florence Adam à Jean-Marc Henchoz, célèbre producteur suisse, après avoir écrit puis réalisé en 16 jours le long-métrage Je suis ton Père, dont le budget s'élèvera à 210 000 francs suisses. En 2010 sort son long-métrage Impasse du Désir avec  Natacha Régnier, Laurent Lucas et Rémi Girard (production C-Films AG Zürich). 2017, après 5 ans de travail, voit la sortie de Kokoschka, Œuvre-Vie, long-métrage hybride (fiction/documentaire), sélectionné dans de nombreux festivals et multi-primé. Michel Rodde prépare actuellement un nouveau long-métrage inspiré d'un auteur du Sturm und Drang.

## Filmographie partielle
- 1970 : Je suis heureux (25 min)
- 1972 : Vade Retro (35 min)
- 1973 : Le Trajet (13 min)
- 1974 : Drift (10 min)
- 1976 : Une Dionée (65 min)
- 1979 : Au bord du lac (23 min)
- 1981 : Sweet Reading (30 min)
- 1982 : Les Ailes du papillon (52 min)
- 1984 : Béatrice (8 min)
- 1986 : Le Voyage de Noémie (90 min)
- 1992 : La princesse Blanche (inachevé, 26 min)
- 1994 : L'Écume des rêves (33 min)
- 1998 : L'Amour fou – Requiem Glove
- 2001 : Tout ce que vos enfants ont toujours voulu savoir sur le sexe…
- 2001 : Ludivine ou le Génie des eaux
- 2003 : Je suis ton père
- 2004 : La Suisse au Pair
- 2006 : L'amour à 16 ans
- 2010 : Impasse du désir
- 2017 : Kokoschka, Œuvre-Vie

### Documentaires
- 1987 : Il a du nez[1] (13 min)
- 1987 : L'homme des cavernes[2] (10 min)
- 1988 : Un inventeur chez les Chinois[3] (10 min)
- 1989 : Cor à cœur[4] (12 min)
- 1989 : Chiens en cage[5] (10 min)
- 1988 : Żuławski, Marceau, Dutronc : fragment d'un tournage, esquisse d'une morale[6] (36 min)
- 1990 : La voix si, la voix là[7] (46 min)
- 1991 : Rêves brisés dans la montagne[8] (45 min)